# Svätý Jur
Svätý Jur (in ungherese Szentgyörgy, in tedesco Sankt Georgen) è una città della Slovacchia facente parte del distretto di Pezinok, nella regione di Bratislava.